# Petar Miloševski
Petar Miloševski - em macedônio, Петар Милошевски (Bitola, 6 de dezembro de 1973 - Kumanovo, 13 de março de 2014) foi um futebolista macedônio que atuava como goleiro.

## Carreira
Iniciou sua carreira futebolística no FK Pelister, ainda quando seu país era parte integrante da antiga Iugoslávia. Deixaria a agremiação em 1997, quando a Macedônia já era um país independente. Ainda passou pelo Vardar, onde jogou por uma temporada antes de ir para a Turquia.
Em solo turco, Miloševski defendeu o Trabzonspor (1998-2000), o Malatyaspor (2001-04) e o Akçaabat Sebatspor (2004-05). Mas foi no Enosis Neon Paralimni do Chipre que o goleiro viveria sua melhor fase. Embora não tivesse conquistado nenhum título pelos Vissini Clarets, tornou-se um dos principais atletas do clube, vindo a se aposentar em 2011, aos 37 anos.

## Seleção
Pela Seleção da Macedônia, o goleiro fez sua estreia em 1998, e até 2011 disputou 59 partidas, o que faz dele o sétimo jogador com mais partidas disputadas pela equipe.

## Morte
Miloševski morreu em 13 de março de 2014, após um acidente automobilístico na cidade de Kumanovo. Tinha 40 anos de idade, e exercia a função de diretor da Federação de Futebol da República da Macedônia desde 2013. Ex-companheiros de seleção, entre eles o atacante Goran Pandev, ficaram surpresos com a morte do ex-goleiro.